# 村野藤吾
村野藤吾（英語：Togo Murano, 1891年5月15日—1984年11月26日）是一位日本建筑师。

## 生平
1891年出生于日本佐贺县，毕业后进入八幡製鐵所，1911年至1913年参军，1913年进入早稻田大学电气工程系，1915年转系到建筑系，1918年毕业后进入渡边节建筑设计事务所，1920年去了欧美游历，1929年成立自己的事务所。

## 荣誉
1953年被授予日本艺术院奖，1955年被选为日本艺术院会员，1958年被授予藍綬褒章，1967年被授予文化勳章，多次获得日本建筑学会奖。